# Két fél egy egész
A Két fél egy egész (eredeti cím: Two of a Kind) 1983-ban bemutatott, krimielemekkel átszőtt romantikus amerikai fantasy-vígjáték John Herzfeld rendezésében John Travolta és Olivia Newton-John főszereplésével.

## Cselekmény
|  | Alább a cselekmény részletei következnek! |

Jó sok év telt el a bibliai vízözön óta, az Úr türelmesen várt az emberiség megjavulására, de mostanra végképp betelt a pohara. Több ezer év munka után röpke huszonöt földi évre elutazott nyaralni a szomszédos világegyetembe, míg távol volt, négy főangyala munka helyett mennyei golfozással töltötte az időt, a Földet meg eluralta a züllöttség, önzés, romlás. Az Úr olyan haragra gerjedt, hogy egykor tett ígérete ellenére elhatározza az újabb vízözön általi világvégét, majd a világ kissé átgondoltabb újrateremtését. Négy főangyala azonban könyörgőre fogja, nem reménytelen a helyzet, van még jóság, önfeláldozás az emberekben. Az Úr felkéri angyalait, mutassanak neki találomra egy átlagos embert. Ha kiderül róla, hogy becsületes, akkor megkegyelmez a világnak.
New York tökéletes helyszín, a némi töprengés után találomra kiválasztott járókelő Zack Melon (John Travolta), ezermester, amatőr feltaláló. Legújabb találmánya az ehető, de egyelőre nem túl jóízű napszemüveg. Jelenleg bajban van, a környék egyik uzsorásától a találmány kifejlesztésére felvett egy kisebb kölcsönt, de esélye sincs a visszafizetésre. Ha nem fizet aznap este hat óráig, el kell búcsúznia a füleitől, ezért teljesen amatőr módon kivitelezett bankrablással próbálkozik. Hosszú, szőke parókában, álbajusszal, üres pisztollyal a sarki bank találomra kiválasztott pultjához megy.
A pult másik oldalán a folyamatosan anyagi gondokkal küszködő Debbie Wylder (Olivia Newton-John) áll. Ausztráliából érkezett, jelenleg ugyan a bankban dolgozik, de azelőtt pincérnő volt. Esténként színiiskolába jár, de erős ausztrál kiejtése miatt nehezen kap szerepet. A rabláskor gyorsan átlátja a helyzetet és Zack igen szerény bankrablói képességeit, majd látszólag a lövöldözés megelőzésére hátra megy a kasszába és diszkréten átadja a kívánt pontosan 13.464 dollárt –úgymond– egy Zack által az előző nap a bankban felejtett szatyorban. Szándékoltan zavart viselkedésével csak akkor riasztja főnökét, mikor Zack már az ajtóban van és esély sincs az elfogására. Otthon Zack kibontja a zacskót és megdöbbenve tapasztalja, pénz helyett papírdarabokkal van tele. Debbie csúnyán átvágta őt is meg a bankot is. A zacskóval a kezében menekülő Zackot látva senkinek eszébe sem jutott, hogy a pénzt Debbie tette el. Este hatra az uzsorás és embere megérkeznek Zack lakására a pénzért vagy Zack füléért, ám az ablakon át sikerül megszöknie. Zack végül egy autó tetején kapaszkodva menekül az őt üldöző két gengszter elől, ám egy kanyarban lerepül az autó tetejéről és nagy ívben az éppen hazafelé sétáló Debbie-re esik, mindketten szörnyethalnak.
A történet még a negyedénél sem tart, mikor mindkét főhősünk már halott. Az angyali terv kudarcba fullad, a találomra kiválasztott Zack nem bizonyult jó embernek, a világvége elkerülhetetlennek látszik. Az Úr megnyugtatja angyalait, az új világ sokkal szebb és jobb lesz, mint a régi. Már bele is nyugodnának a döntésbe, mikor az egyik angyal, Charlie (Charles Durning) kérdésére az Úr elárulja, a világvége után a lelkek nem mind a mennyek országába fognak kerülni. Ekkor Charlie angyalnak újabb mentőötlete támad. Ha az önző Zack képes lenne feláldozni valakiért önmagát, azzal bebizonyítaná, hogy mégiscsak jó ember, így a világvége elkerülhető lenne. Az Úr nehezen, de beleegyezik, azzal a feltétellel, Zacknak az őt csúnyán becsapó Debbie-ért kell feláldoznia magát, Debbienek meg Zackért, a határidő egy hét múlva pontosan éjfélkor jár le helyi idő szerint. Ugyan mindketten már halottak, de ez nem jelent különösebb akadályt, ilyen esetekre való az isteni távirányító, rajta a visszatekerés gombbal...
A második menetben némi angyali beavatkozásnak köszönhetően kissé másként alakul az autós üldözés. Mivel az Úr parancsára földöntúli hatalmukat nem használhatják, egyikük minden további nélkül ellop egy buszt, azzal állja el a gengszterek útját, így Zack és Debbie életben maradnak, sőt nem is találkoznak egymással. A Debbie által becsapott, pénzét akaró Zack másnap kinyomozza Debbie lakását és felkeresi a pénzért, aminek a felét Debbie már el is költötte bútorokra. A kezdeti mély ellenszenv és egy heves vita után a két főhősünk összebarátkozik, majd szerelembe esnek egymással.
Ekkor azonban egy igen különös úr, Mr.Beazley (Oliver Reed) személyében a másik tábor is közbelép. Zack és Debbie hamarosan a négy angyal és Beazley ördög csatározásának a közepébe kerül, melynek tétje a Föld túlélése vagy a világvége. Beazley nagyon helyesen úgy véli, egy világvége esetén a romlott emberiség jó része a pokolba fog kerülni, ezért mindent elkövet, hogy hőseink ne áldozhassák fel magukat a másikért és így ne menthessék meg a világot. Mivel földöntúli eszközöket ő sem használhat, kétszer is rájuk küldi a két gengsztert, majd feljelenti őket a rendőrségen, mint összejátszó bankrablókat. Charlie viszont egy nagyot hazudva elhiteti vele, hogy az Úr a világvége után minden lelket magához vesz, egyet sem hagy a pokolnak, ezért az ördögnek sem érdeke a világ pusztulása.
Debbie a rendőrségen nem hajlandó Zack ellen vallani, tíz év börtönt vállal Zack érdekében, ezzel ő meghozza az Úr által elvárt áldozatot, Zack viszont nem ilyen erős. Mikor a meglehetősen tisztességtelen eszközöket használó Skaggs nyomozó elhiteti vele, hogy Debbie alkut kötött ellene, magnóra mondja Debbie elleni terhelő vallomását, mely a másnapi vádemelési tárgyaláson bizonyíték lenne. Charlie azonban angyali mivolta ellenére közönséges betörésre vetemedik hőseink érdekében, ellopja a kazettát, így az amerikai törvények szerint mindkettőjüket kénytelenek elengedni, de a kapcsolatuk Zack vallomása miatt véget ér. Elérkezik az utolsó nap utolsó órája.
A rablás után a bankból kidobott Debbie már egy kis büfében dolgozik mint felszolgáló, Zack egy virágcsokorral megy bocsánatot kérni, de eredménytelenül. Fél óra van a világvégéig, amikor egy váratlan fordulat történik. Egy fegyveres álarcos kirabolja a büfével szemben lévő boltot, majd Debbiet túszként magával viszi a háztetőre. A rendőrség nem teljesíti a rabló kéréseit, aki Debbie lelövésével fenyegetődzik. Ekkor Zack átveti magát a kordonon, felmegy a tetőre, de Debbie megmentése közben halálos lövést kap, így egy perccel a határidő előtt ő is teljesítette az Úr feltételét, feláldozta magát a másikért, a világ megmenekült.
A rabló a rendőrség lövésétől eltalálva átesik a tető peremén és a mélybe zuhan, de a holttestét furcsa módon sehol sem találják. Bizony, ezúttal a pokolbéli magánytól tartó és a további elkárhozott lelkekre vágyó Beazley ördög játszotta el a gyilkos szerepét, így közvetve ő mentette meg a világot.
A halottnak hitt Zack is életben van, az Úr a világgal együtt neki is megkegyelmezett. Mi pedig földi halandók higgyük azt, hogy esetleg egy ingzsebében lévő tárgy fogta fel a lövést. Mindenki boldog, az emberiség érdekében buszlopásra, hazudozásra, betörésre is hajlandó négy angyal megmentette a világot, az Úr, de még a Ördög is elégedett, főhőseink összesen háromszor haltak meg, hogy boldogan éljenek tovább.
|  | Itt a vége a cselekmény részletezésének! |

## Szereplők
- John Travolta – Zack Melon, sikertelen feltaláló
- Olivia Newton-John – Debbie Wylder, banktisztviselőnő, kezdő színésznő
- Charles Durning – Charlie angyal, földi életében hajléktalan volt
- Beatrice Straight – Ruth angyal, földi életében taxisofőr volt
- Scatman Crothers – Earl angyal, földi életében buszsofőr volt
- Castulo Guerra – Gonzales angyal, földi életében szemetes volt
- Oliver Reed – Beazley, az ördög
- Gene Hackman – az Úr hangja
- Ernie Hudson – Skaggs nyomozó
- Jack Kehoe – Mr. Chotiner, háziúr
- Richard Bright – Stuart, maffiózó uzsorás

## A film előzményei és készítése
Négy évvel a filmtörténet egyik legsikeresebb zenés filmje, a Grease után a közeli barátságot ápoló John Travolta és Olivia Newton-John elhatározták, hogy még egy közös filmet szeretnének készíteni, siker esetén pedig tovább folytatják a közös filmezést.
Harminc forgatókönyvet tanulmányoztak át egy év alatt, de egyik sem nyerte el tetszésüket. A megvalósított forgatókönyv volt az utolsó, úgy döntöttek, ha ez sem felel meg, akkor feladják az egészet. Olivia mondta ki az utolsó szót. Kritikusi körökben érthetetlennek találták a döntését, miért pont ezt a forgatókönyvet választotta ki, miután már két hasonló földönkívüli ill. földöntúli témájú filmmel is kudarcot vallott, ezek a Toomorrow és a Xanadu.
A leginkább egy egyszerű gyári munkásra emlékeztető Charlie angyal szerepét Charles Durning, a kifogástalan, de különös öltözékű, cinikus ördög, Beasley szerepét Oliver Reed alakította. A személyesen fel nem tűnő Úr hangját Gene Hackman kölcsönözte. A film utcai jeleneteit New Yorkban, sok esetben éjszaka forgatták. A film a gyenge forgatókönyv, túlbonyolított történet miatt mind a kritikusok, mind a nézők körében bukásnak bizonyult. Olivia Newton-John legrosszabb színésznő kategóriában Arany Málna-díj jelölést kapott, ezzel hollywoodi álmai hosszú évekre szertefoszlottak, de a legrosszabb színész kategóriában jelölt John Travolta karrierje is megsínylette a filmet. További két jelölés is volt, legrosszabb film és legrosszabb rendező kategóriában.
A filmet magyarországi mozikban nem vetítették, sem VHS, sem DVD változatban nem jelent meg, televízióban viszont adták. Magyar szinkron és felirat nélküli 2-es régiókódú DVD változatban Európa több országában megjelent.

## Érdekességek
- A filmben lett volna még egy szereplő, egy Pasha nevű kutya, de miután az első közös forgatáson megharapta Olivia kezét, kihagyták a filmből, így kutya helyett egy Brando nevű vörös kandúrja volt Debbie-nek.
- A „távirányítós” jelenetek az akkoriban még műszaki újdonságnak számító házi videómagnóra utalnak.
- Debbie lakásában a szekrényen Debbie édesanyjáról és egy kutyáról is van fotó. A fotókon Olivia saját édesanyja és saját kutyája van.

## Filmzene
A film zenéje Music from the Original Motion Picture Soundtrack Two of a Kind címmel hanglemezen majd CD lemezen jelent meg, mára mindkettő nehezen beszerezhető ritkaság. A filmzenei album, melyen Olivia Newton-John négy számot énekel sikeres lett, két szám, a Twist of Fate és a Livin' in a Desperate Time felkerült a slágerlistára is. A többi dal a korszak ismert előadóitól származik, a nyolcvanas évek elejének jellegzetes rockos, új hullámos stílusában.

## ATwist of Fatevideókazetta
A film négy Olivia Newton-John dala (Twist Of Fate, a Take A Chance, a Livin in Desperate Times és a Shakin' You) alapján két videokiadvány is készült. Az amerikai LaserDisc változaton hat szám szerepel, ebből négy a film dala. A további kettő, a Heart Attack és a Tied Up klip az Olivia's Greatest Hits Vol.2 válogatásalbum két új, bónusz dala alapján készült. A Shakin' You klipje Velencében készült. A Heart Attack klip 1982-ben jelölve volt a Grammy-díj év videója díjra. A LaserDisc lemezt az MCA Records adta ki MCA-8006 katalógusszámon.
Az európai VHS verzió a filmben szereplő négy Olivia dalt, valamint rövid Olivia és John Travolta interjúkat tartalmaz, kiadói az EMI és a Castle Gold voltak, katalógusszám: PM-007. A nehezen beszerezhető kazettán lévő klipek megtalálhatók Olivia Video Gold Vol.1 & Vol.2 DVD gyűjteményén.

## A film dalai
- Twist Of Fate (Olivia Newton-John)
- Take A Chance (Olivia Newton-John & John Travolta)
- It's Gonna Be Special (Patti Austin)
- Catch 22 (2 Steps Forward, 3 Steps Back) (Steve Kipner)
- Shaking You (Olivia Newton-John)
- Livin' In Desperate Times (Olivia Newton-John)
- The Perfect One (Boz Scaggs)
- Ask The Lonely (Journey)
- Prima Donna (Chicago)
- Night Music (David Foster)

## A Twist of Fate kazetta klipjei
- Twist Of Fate
- Take A Chance (with John Travolta)
- Livin in Desperate Times
- Shakin' You
- Heart Attack (Nem a film dala, Olivia's Greatest Hits Vol.2 album, csak az USA LaserDisc kiadáson)
- Tied Up (Nem a film dala, Olivia's Greatest Hits Vol.2 album, csak az USA LaserDisc kiadáson

### Kiadások
- MCA Records - MCA-6127 (USA LP)
- MCA Records - MCACD-11738 (USA CD)
- Festival Records - D-53110 (ausztrál CD)
- EMI Records - 1A064-1654611 (holland CD)

### A dalok helyezései
- Album

USA: 26. Ausztrália 35.
- Twist of Fate

UK: 57, USA: 5, AU: 17
- Livin' In Desperate Times

USA: 31